# 한진 (가수)
한진(본명: 한소리, 1969년 ~ )은 대한민국의 가수이다.

## 데뷔
- 2008년 1집 앨범 '난 자기가 좋아'

## 음반
- 2008년 1집 난 자기가 좋아 / 날 갖고 싶다면
- 2010년 나쁜 남자

## 수상
- 1996년 전국노래자랑 최우수상
- 2005년 도전주부가요스타 스타상, 국제일본가요대상 장려상